# Le Claret
Le Claret (Tremplin au Claret) (sv.: Claretbacken) är en hoppbacke i Autrans i departementet Isère i regionen Auvergne-Rhône-Alpes i sydöstra Frankrike med K-punkt 90 meter och backstorlek (Hill Size) 92 meter. Backen ingår tillsammans med tre andra, mindre backar (K56, K29 och K12) i en backanläggning. De mindre backarna är alla försedda med plastmattor.

## Historia
Det finns långa backhoppstraditioner i Autrans, nära Grenoble. Efter första världskriget var det många hoppbackar i regionen: Tremplin du côté de Bellecombe, Tremplin à Combe Gonnet, Tremplin au Claret, Tremplin au lieu-dit Pierre à feu och Tremplin à l’Adeline. 1931 byggdes Tremplins aux tranchants där ortens årliga mästerskap arrangerades. Då Grenoble utvaldes till arrangör av de olympiska spelen 1968 utsågs Autrans till arena för backhoppstävlingen i normalbacke. "Le Claret" omgjordes 1966 till en backe med K-punkt 70 meter och användes under olympiska spelen. Europamästerskapen för juniorer arrangerades här 1974. En deltävling i världscupen i nordisk kombination hölls i Le Claret 1987. Senare tillkom tre mindre backar som alla är försedda med plastmattor.

## Backrekord
Officiellt backrekord i Le Claret tillhör Manuel Fettner från Österrike som hoppade 97,0 meter under en deltävling i FIS-Cup 16 mars 2000. Backrekordet i K56-backen sattes av Nicolas Couttet, från Frankrike, som hoppade 59,0 meter 11 februari 2012. Backrekordet på plast, 61,0 meter, tillhör franskmannen Jason Lamy-Chappuis, satt 22 juli 2011.

## Viktiga tävlingar
| Datum            | Vinnare                     | Andra plats                 | Tredje plats             | Tävling                            |
| ---------------- | --------------------------- | --------------------------- | ------------------------ | ---------------------------------- |
| 11 februari 1968 | Jiří Raška, Tjeckoslovakien | Reinhold Bachler, Österrike | Baldur Preiml, Österrike | Olympiska spelen 1968, normalbacke |